# Margarita Ramos
Margarita Ramos (Cea, León, 1966) es una atleta española, que estaba especializada en lanzamiento de peso y con alguna incursión en el lanzamiento de disco. Es la atleta española que acumula más campeonatos de España en una sola prueba con un total de 23 (12 al aire libre y 11 en pista cubierta), además 4 veces subcampeona de España de lanzamiento de peso y 6 veces medalla de bronce en los campeonatos de España de lanzamiento de disco. También acumula un total de 20 plusmarcas de España al aire libre, que le permitieron ser plusmarquista española durante 15 años (desde 1986 hasta 1999 ambos inclusive), y 14 en pista cubierta. Participó en los Juegos Olímpicos de Barcelona 1992.
En 1999 superó un cáncer linfático y continuó compitiendo pero no consiguió igualar el nivel que tenía anteriormente, esto unido a la exigencia de los entrenamientos le empuja a retirarse en 2002, para pasar a trabajar en la Escuela Deportiva del Ayuntamiento de León.

## Mejores marcas
- Lanzamiento de peso - 17,93 m
- Lanzamiento de disco - 54,20 m

### Sus 10 mejores lanzamientos en peso
- 17,93 m - 05-07-97, Alcalá de Henares.
- 17,82 m - 11-06-94, León.
- 17,82 m - 25-02-96, San Sebastián (Pista Cubierta).
- 17,79 m - 11-07-98, Alcalá de Henares.
- 17,76 m - 29-07-95, Barcelona.
- 17,74 m - 07-02-98, Espinho (Pista Cubierta).
- 17,72 m - 07-07-96, Alcalá de Henares.
- 17,71 m - 10-07-91, Atenas.
- 17,70 m - 02-07-95, Palencia.
- 17,68 m - 28-06-92, Valencia.